# キ (メソポタミア神話)
キ（シュメール語: 𒆠、翻字: KI、音声転写: Ki）は、地・死後の世界を司るシュメール神話の女神であり、天を司る神アンの配偶者である。

## 概要
シュメール神話によれば、キとアンは原初の海ナンム女神より生まれたきょうだい神であり、後期バビロニア神話によれば、天を司る神アンシャル（アンの前世代にあたる天を司る神）とキシャル（キの前世代にあたる地を司る神）の子孫とされる。
キは配偶者アンの子として、神々の会合アヌンナキのメンバーを産んだ。なかでも空の神エンリル（後に、アヌンナキの会合の長の地位をアンより奪う）の力が最も際立っていた。エンリルが生まれる以前には、天と地は分かれていなかったが、エンリルによって両者が分かたれたとされる。アンは天に追われ、キはエンリルとともに地を受け継いだ。
キは神と見なし得るかについては、疑問を投げかける向きもある。キに対する信仰が存在していた証拠はなく、シュメールの創世記文書にいくつか名が刻まれているのみであることが主な理由である。キは後にバビロニア・アッカドの時代においては女神アントゥへと発展する。女神アントゥは、神アヌ（シュメール神話の神アン）の妻である。サミュエル・ノア・クレーマー（Samuel Noah Kramer）は、キをシュメール時代の母なる神ニンフルサグと同一視している。